# Natasha Klauss
Natasha Klauss  (Cali, Kolumbia, 1975. június 25. –) litván származású kolumbiai színésznő.

## Élete és pályafutása
Natasha Alejandra Rastapkavicius Arrondo néven született Caliban. Édesapja litván, édesanyja kolumbiai. Van egy nővére, Tatiana. 2002-ben Sandra szerepét játszotta A bosszú című sorozatban. 2003-ban Sarita szerepét játszotta a Pasión de gavilanesben. 2005-ben a La Tormenta című telenovellában játszott szerepet.
2000-ben hozzáment Víctor Gómezhez, de 2001-ben elváltak. 2003-ban hozzáment Marcelo Grecóhoz, akitől 2009-ben született egy Paloma nevű lánya.

## Filmográfia

### Televízió
| Év        | Cím                                | Szerep                                  | Megjegyzés |
| --------- | ---------------------------------- | --------------------------------------- | --- |
| 1996      | Señora Bonita                      |                                         | |
| 1996      | Cazados                            | Laura                                   | |
| 1997      | Prisioneros del amor               |                                         | |
| 1998      | Corazón prohibido                  |                                         | |
| 2000      | La caponera                        | Amparito                                | |
| 2000      | Entre amores                       | Graciela                                | |
| 2002      | Maria Madrugada                    | Aida                                    | |
| 2002–2003 | A bosszú (La venganza)             | Sandra Guzmán                           | Mara de Venezuela-díj a Legjobb női mellékszereplőnek TVyNovelas-díj a Legjobb női mellékszereplőnek                                                                                              |
| 2002–2004 | A szenvedélyek lángjai             | Sara "Sarita" Elizondo Acevedo          | Jelölés - TVyNovelas-díj a Legjobb női mellékszereplőnek ACE-díj a Legjobb női mellékszereplőnek Orquidea de Oro-díj a Legjobb női főszereplőnek Dos de Oro-díj a Legjobb nemzetközi színésznőnek |
| 2004–2005 | La Mujer en el Espejo              | Luzmila Arrebatos                       | Jelölés - TVyNovelas-díj a Legjobb női mellékszereplőnek |
| 2005–2007 | Decisiones                         | Liliana                                 | |
| 2005      | La Tormenta                        | Isabela Montilla                        | TVyNovelas-díj a Legjobb női gonosznak |
| 2007      | Zorro (Zorro: La Espada y la Rosa) | Ana Camila de Ledesma / Sor Suplicios   | |
| 2008      | Novia para Dos                     | Tania Toquica Murillo                   | |
| 2010–2011 | A del Monte örökösök               | Berta Soto                              | |
| 2011      | Confidencial - De vuelta a la vida | Angela Guarin                           | |
| 2011–2012 | Corazón de fuego                   | Alejandra Vivanco / Lucia Vásquez       | |
| 2013      | Mentiras perfectas                 | Alicia Rivera                           | |
| 2022      | A szenvedélyek lángjai (2. évad)   | Sara "Sarita" Elizondo Acevedo de Reyes | |